# Multifunction-Display
Ein Multifunction-Display (MFD), auch Multifunktionsanzeige, ist ein elektronisches Gerät oder ein Verbundsystem mit mehreren Bildschirmen für die Darstellung unterschiedlicher Informationen. Ziel des MFD ist, eine große Anzahl von benötigten Werten, Bildern und Signalen parallel mit mehreren Anzeigegeräten oder nacheinander auf demselben Display anzeigen zu können. Dazu werden vorgegebene oder aktuell aufbereitete Daten visualisiert und ausgegeben.

## Geschichte
Multifunction-Displays wurden erstmals im militärischen Sektor der Fliegerei eingesetzt. Der Vorteil war das konzentrierte Sammeln von Informationen und darzustellenden Bildschirmseiten für unterschiedliche Aufgaben auf nur einem Bildschirm. Dies ermöglichte dem Piloten, sich auf fliegerisch relevante Dinge zu konzentrieren. Zugleich wurde im Cockpit mehr Platz durch den Wegfall anderer Instrumente geschaffen. Forciert wurde die Entwicklung durch den Mitte der 1980er-Jahre einsetzenden Trend zum Zwei-Mann-Cockpit, bei dem der bisherige dritte Mann in der Funktion des Bordingenieurs wegfiel. Im weiteren Verlauf der Entwicklung führte die Idee eines Multifunction-Displays zur Entwicklung des Head-up-Displays und dessen Einsatz in Verkehrsflugzeugen, welches das Prinzip der gezielten Darstellung von Information im Blickfeld des Piloten ermöglichte.
Multifunction-Displays sind heute in modernen Verkehrsflugzeugen verbaut.
Auch in Lokomotiven und auf Schiffen werden diese Displays eingesetzt.

## MFDs in Flugzeugen

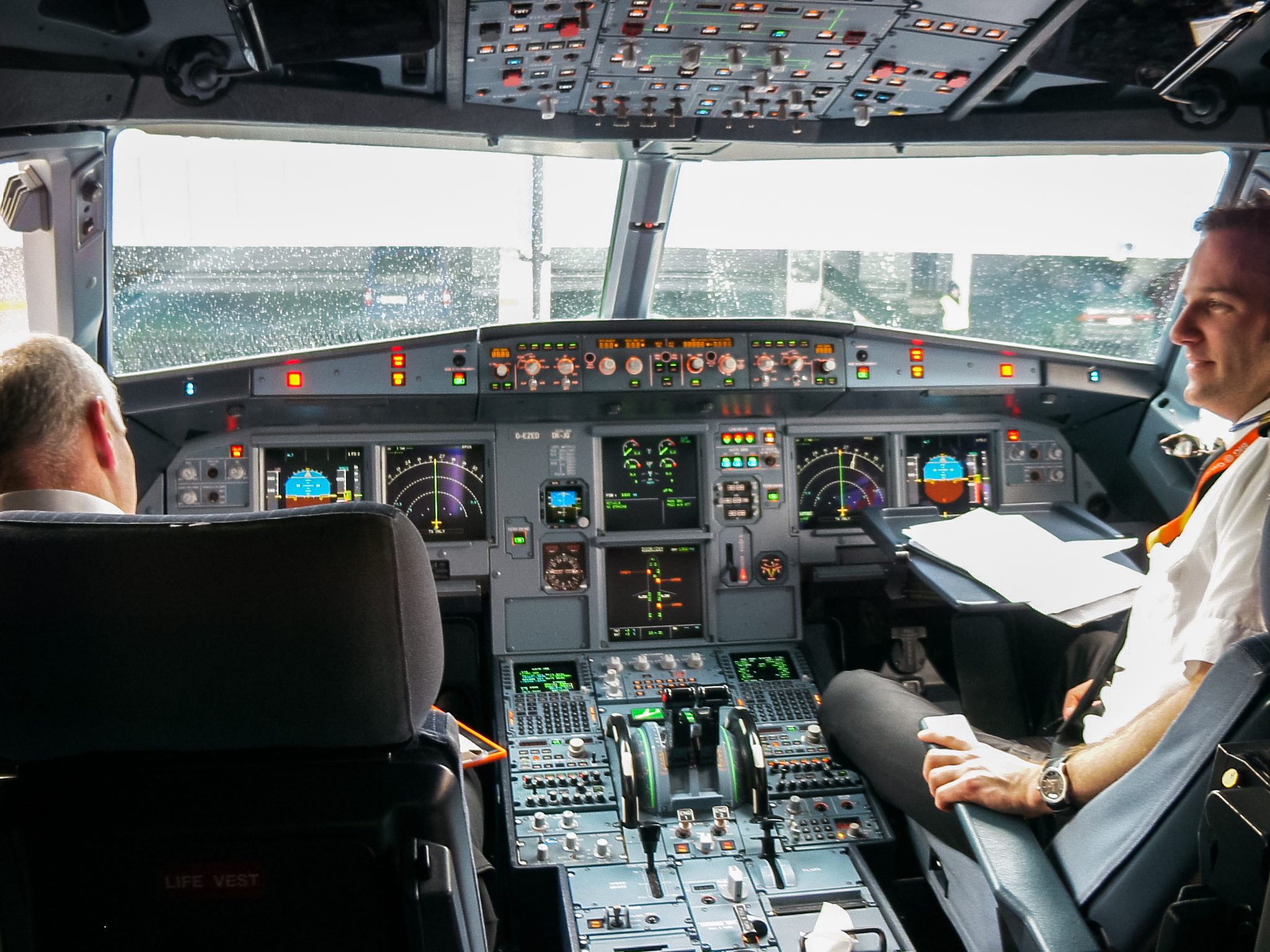
Sechs etwa quadratische MFDs im Cockpit eines Airbus 319

Die seit Mitte der 1990er Jahre in Verkehrsflugzeugen serienmäßig eingebauten MFDs haben in der Regel Abmessungen von rund 6" × 8" (Zoll). Bei den Anzeigen handelt es sich seit Ende der 1990er Jahre um LCDs, die die vorher gebräuchlichen CRTs ablösten.
Frühere Glascockpits, wie sie in der Boeing 737 Classic (außer frühe 737-300), 757, 767, Airbus A300-600 und A310 eingebaut wurden, zeigten nur die Flughöhe und Navigationsinformation an; die Geschwindigkeit in der Luft und am Boden wurde weiterhin mit traditionellen Instrumenten angezeigt (Glascockpit 1). Spätere Glascockpits, wie man sie in der Boeing 747-400, 737NG und allen neueren Modellen von Boeing und Airbus findet, haben alle mechanischen Anzeigen und Warnlampen im EFIS integriert (Glascockpit 2).
Die primäre Aufgabe des Multifunction-Displays in einem Verkehrsflugzeug ist die Darstellung des Flugzustands. In diesem Modus übernimmt das MFD die Aufgabe des sog. Primary Flight Display (PFD) und zeigt dem Piloten im Wesentlichen einen künstlichen Horizont, die aktuelle Flughöhe und -geschwindigkeit, die Steig-/Sinkrate und den Kurs. Im Modus des sog. Navigation Display (ND) zeigt das Gerät dem Piloten eine Darstellung des Flugweges und die mögliche Einblendung von Funkfeuern, Wegpunkten aus der Random Area Navigation oder Flugplätzen. Viele Multifunction-Displays können Daten des Wetterradars und des TCAS (soweit vorhanden) darstellen, also die sich in der Umgebung befindlichen Flugzeuge auf dieser Kartendarstellung (Map-Mode).
Des Weiteren können diverse Umgebungs- und Flugparameter dargestellt werden. Unter anderem sind dies (diese Daten sind systemabhängig und daher nicht bei jedem System gleich):
- Außentemperatur,
- die Daten aus dem Flight Management System wie Startgewicht, vorausberechneter Schub, Schwerpunkt etc.,
- Flugzeit bis zum Ziel,
- Geschwindigkeit über Grund,
- Treibstoffmenge bei Erreichen des Ziels,
- nächster Wegpunkt und Flugdauer dorthin.

Bei dem Primary Flight Display (PFD) und dem Navigation Display (ND) handelt es sich insoweit um virtuelle Geräte, also Anzeigenmodi, während die Bezeichnung Multifunction-Display (MFD) das tatsächliche elektronische Anzeigegerät meint.
Im Cockpit eines Airbus A320 z. B. befinden sich insgesamt sechs Multifunction-Displays:
- je ein MFD als ND für den Kapitän und den 1. Offizier,
- je ein MFD als PFD für den Kapitän und den 1. Offizier,
- zwei MFDs in der Mittelkonsole als System-, Triebwerks- und Warnanzeige.